# دالة مسافة

صورة توضيحية تقارن هندسة حساب مسافة سيارة الأجرة مع مسافة إقليدية في المستوى: طبقا لحساب هندسة سيارة الأجرة، المسارات الملونة بالأحمر، والأصفر، والأزرق، كلهم لهم نفس الطول القوسي 12. تبعا للمسافة الإقليدية، المسار الأخصر بطول ، هو المسار الوحيد الأقصر.

في الرياضيات، دالة المسافة (بالإنجليزية: distance function)‏ أو المترية (بالإنجليزية: metric)‏ هي دالة رياضية تعرف المسافة بين العناصر ضمن مجموعة ما .
أي مجموعة مزودة بتابع مسافة تدعى فضاء متريا metric space. هذه المترية أو دالة المسافة هي التي تخلق طوبولوجيا ضمن هذه المجموعة (أي أنها تحول هذه المجموعة إلى فضاء طوبولوجي), لكن العكس غير صحيح فليست كل طوبولوجيا يتم تشكيلها بوساطة مترية .
عندما تكون الطوبولوجيا قابلة للوصف بوساطة متري نقول أن هذا الفضاء قابل للقياس (مقيس) metrisable .

## تعريف
المترية على المجموعة X دالة رياضية (تدعى أيضا دالة المسافة)
d : X × X → R
(حيث R مجموعة الأعداد الحقيقية). من أجل x, y, z ضمن X, يقتضي هذه الدالة تحقيق الشروط التالية :
1. d(x, y) ≥ 0     ( اللاسلبية )
2. d(x, y) = 0   if and only if   x = y     ()
3. d(x, y) = d(y, x)     (التناظر)
4. d(x, z) ≤ d(x, y) + d(y, z)     (لامساواة المثلث).